# Рябченко Петро Федорович
Петро́ Фе́дорович Ря́бченко (10 липня 1946, Безпальче, Гельмязівський район, Полтавська область, нині Золотоніського району, Черкаської області — 21 листопада 2021, Київ) — колекціонер, дослідник історії боністики; заступник президента Міжнародної спілки колекціонерів (Москва), заступник голови Асоціації нумізматів України.

## Життєпис
Народився 10 липня 1946 року в селі Безпальче Гельмязівського району, Полтавської області, нині Золотоніського району, Черкаської області. 1970 року закінчив Одеський електротехнічний інститут. Працював в управлінні Київської міської телефонної мережі, протягом 1978—1986 років — у Київському обласному управлінні зв'язку. У 1986—1991 роках — начальник відділу капітального будівництва Київського міського телефонного зв'язку.
Захоплюється вивченням історії України; його книгозбірня з географії, етнографії та історії України України налічує близько 10.000 томів.
Колекціонує паперові грошові знаки, котрі вийшли з обігу. Працював над каталогізацією, перше видання — 1990 року, понад 20.000 одиниць. Його каталог — найповніший на території колишнього СРСР, ним користуються колекціонери у всьому світі. Третє видання включає майже 50 тисяч одиниць паперових знаків. Бони України розписано в другому томі (1999, 11103 одиниці). Описані знаки на 2 розділи — загальнодержавні та місцеві випуски, також приватні й госпрозрахункові.
Написав численні історико-фінансові, дослідницькі і науково-популярні статті з історії боністики на підставі зібраних джерел. Були опубліковані у журналах «Вісник Національного банку України», «Світ грошей» (Київ), «Егоїст» (Москва), «Лавка колекціонера» (Самара).
Помер 21 листопада 2021 року у Києві на 76 році життя після тривалої хвороби.